# Zgromadzenie Kosowa
Zgromadzenie Kosowa (alb. Kuvendi i Kosovës, serb. Скупштина Косова, Skupština Kosova) – parlament Kosowa; od 22 marca 2021 roku przewodniczącym Zgromadzenia Kosowa jest Glauk Konjufca z Samookreślenia.

## Kompetencje
Do głównych kompetencji Zgromadzenia należy:
- powoływanie rządu,
- zatwierdzanie bądź odrzucanie ustaw,
- uchwalenie budżetu.

## Podział partyjny
Obecny podział pochodzi z przedterminowych wyborów z 14 lutego 2021. Oto podział mandatów:
- Samookreślenie (59 posłów, +29)
- Demokratyczna Partia Kosowa (19, -5)
- Demokratyczna Liga Kosowa (15 posłów, -15)
- Serbska Lista (12 posłów,)
- Sojusz dla Przyszłości Kosowa (8)
- Turecka Demokratyczna Partia Kosowa (2, 0)
- Koalicja Vakat (boszniacka) (1, -1)
- Sojusz Nowego Kosowa (1)
- Egipska Partia Liberalna (1, 0)
- Nowa Partia Demokratyczna (1, 0)
- Partia Ashkali na rzecz Integracji (1, 0)
- Pozostałe (1)

## Lista przewodniczących Zgromadzenia Kosowa
- Nexhat Daci (2001–2006)
- Kolë Berisha (2006–2008)
- Jakup Krasniqi (2008–2014)
- Kadri Veseli (2014–2017, 2017–2019)
- Glauk Konjufca (2019–2020)
- Vjosa Osmani (2020–2021)
- Glauk Konjufca (od 2021)
  - Wiceprzewodniczący: Saranda Bogujevci, Kujtim Shala, Enver Hoxhaj, Bahrim Sabani